# 香港—新加坡關係
香港—新加坡关系，是指歷史上的香港和新加坡，以至現在香港與新加坡共和國之間的雙邊關係，香港主權移交後，目前為中國—新加坡關係的一部份。兩地均曾是大英帝國的殖民地，今亦同時是國際金融中心和亚洲四小龙的成员，兩地在經濟方面亦同時存在競爭與合作。1997年前新加坡政府在香港的代表為新加坡駐香港專員公署，1997年後改為新加坡駐香港總領事館。

## 歷史
新加坡與香港自19世紀開始商貿往來。根據1900年代香港報刊的評論版面，當時已有新加坡與香港相互競爭的說法。1923年新加坡日本人會所寫的《新嘉坡概要》中記載，當時新加坡與香港之間已存在貿易關係，當時亦有日本商船往返香港及新加坡兩地。

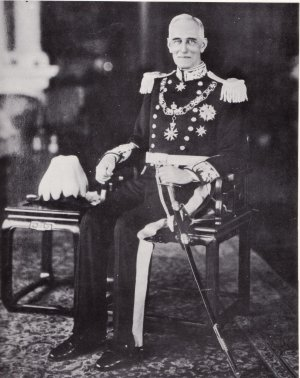
金文泰於1925年至1930年任香港總督，於1930年至1934年任海峽殖民地總督

在兩地仍屬英國管治時，有部份曾在香港政府或新加坡政府任職的官員均曾在對方政府任職，這些官員將彼此的制度引入對方。如金文泰在1925年至1930年間任香港總督，卸任後又在1930年至1934年任海峽殖民地總督；柏立基在1955年至1957年間任新加坡總督，其後又在1958年至1964年間任香港總督。金文泰任海峽殖民地海督期間，仿傚香港行政局的做法，在海峽殖民地行政局再度委任華人任行政局非官守議員。柏立基在任香港總督時，亦跟隨新加坡自治的方式，推動公務員本地化，並提升香港本地人擔任政府的高層職位。
1959年起擔任新加坡總理的李光耀曾多次訪問香港，並曾多次就香港的政制發展表達看法。1984年，中華人民共和國和英國簽訂《中英聯合聲明》，宣佈中華人民共和國在1997年7月1日接管香港，導致香港出現移民潮，其中有部份香港人移民新加坡。1989年六四事件後，新加坡政府向香港發出2.5萬個家庭移民簽證配額，當時排隊的人龍更由當時專員公署所在的金鐘延伸至2公里外的灣仔。1997年，新加坡工人黨領袖鄧亮洪因被李光耀等人控告誹謗被而流亡澳洲，期間曾短暫停留香港，並在香港中文大學的協助之下出版《鄧亮洪回憶錄》。2000年，香港中文大學向李光耀頒授榮譽博士學位，導致該校學生會不滿，他們發動聯署行動，要求校方撤回決定。
2014年9月17日，新加坡總理李顯龍訪問香港，與香港行政長官梁振英會面。梁振英及李顯龍談及兩地之間各方面的合作及交流，其中包括房屋、土地規劃及基建等。梁振英亦設晚宴款待李顯龍。2015年3月23日，新加坡建國總理李光耀逝世，梁振英亦致函李顯龍致哀。

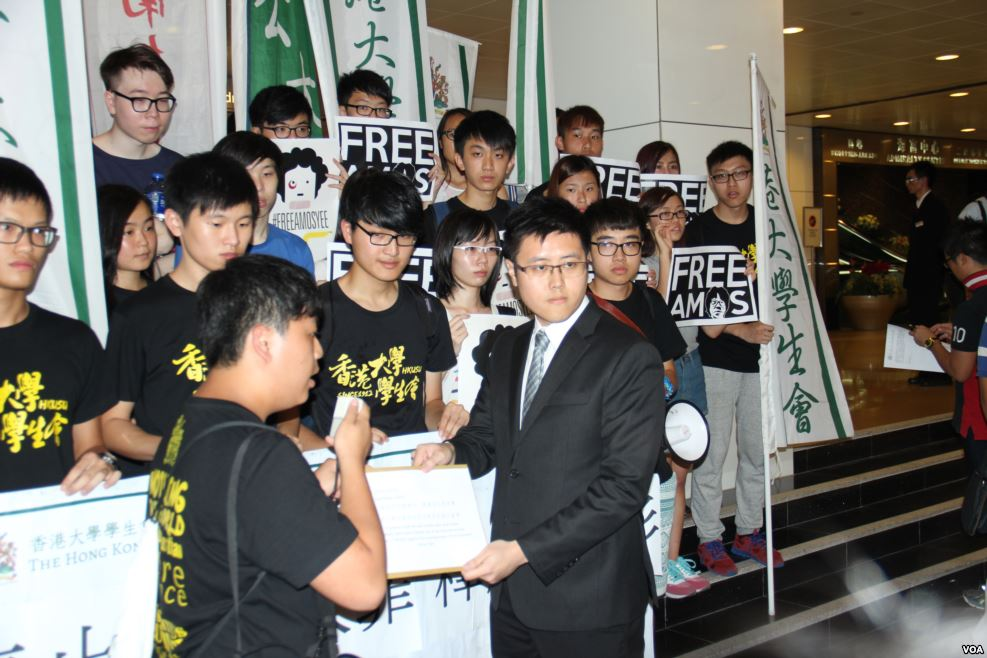
香港學生向新加坡駐港副領事要求釋放余澎杉

2015年6月30日，新加坡學生余澎杉因上載批評李光耀的影片而被還押精神病院，香港八間大學的學生會和學民思潮同日到新加坡駐香港總領事館請願，要求新加坡政府釋放余澎杉。

## 經貿關係
- 香港出口到新加坡的产品（2012年）[11]
- 新加坡出口到香港的商品（2012年）[12]

2012年，香港對新加坡出口額為25.3億美元，而新加坡對香港出口額為168億美元。香港主要向新加坡出口機械、貴金屬、運輸設備等，而新加坡主要向香港出口機械、精煉石油、貴金屬等。
1995年9月，香港新加坡商會成立。

## 兩地關係

### 文化交流
2004年4月，新加坡與香港簽訂《文化合作諒解備忘錄》。2006年香港藝穗會舉辦的雙城節便以新加坡為焦點，以配合兩地簽訂《文化合作諒解備忘錄》。2015年，香港藝穗會舉辦「2015 照亮香港在新加坡」活動。
新加坡教育部在香港設立唯一一間海外學校新加坡國際學校。
另外，部分香港藝人亦有演出新加坡公司製作的電視劇，其中包括米雪、劉松仁、盧慶輝、李司棋、夏雨、陳保元等。而新加坡新傳媒(及現已被合併至新傳媒的報業控股電視台業務)亦曾經和香港的電視台聯合製作電視劇，其中包括《Yummy Yummy》、《已讀不回》、《勝券在握》、《法內情2002》等。

## 政治及外交相關事件

### 2016年香港裝甲車風波
2016年11月23日，香港海關在葵涌貨櫃碼頭例行搜查期間，發現共九輛未經申報的裝甲車，以涉嫌走私軍火予以扣查（《香港法例》第60章《進出口條例》第6A條）。裝載裝甲車的貨櫃，屬於一艘來自臺灣的貨船，貨櫃目的地爲新加坡。中華民國國防部事後發佈消息，指該批“裝甲車屬新加坡陸軍的AV-81八輪甲車，隨新加坡星光部隊在台灣完成訓練後返回新加坡”。新加坡國防部聲明承認事件，并補充“當中沒有彈藥”、期望“盡快運返新加坡”。
2016年11月28日，中華人民共和國外交部發言人耿爽在記者會上表示：「中方已向星國提出交涉，要求新方嚴格遵守香港特區有關法律，配合香港特區政府做好後續處理工作。中國政府一貫堅決反對與中國建交的國家與台灣地區開展任何形式的官方往來，包括軍事交流與合作。我們要求新加坡政府切實恪守一個中國原則。」29日，新加坡外交部長維文指出：「新加坡向來支持一個中國原則，立場從未改變，而新加坡與台灣長期以來有特別的安排，我們在台灣做的事也不是機密，新加坡不能遺忘曾協助新加坡建立武裝部隊的老朋友。」
由於香港的外交和國防權利全屬中華人民共和國中央人民政府，香港無權自行處理，令人關注事件會否進一步複雜化。最後，九輛裝甲車到2017年1月才歸還新加坡。

### 拒絕協助拘捕劉特佐
新加坡警方曾於2016年4月，向香港律政司請求協助拘捕涉「1MDB貪污案」及洗黑錢的馬來西亞籍嫌疑犯劉特佐，惟遭律政司拒絕。新加坡警方於2018年7月11日公佈有關事件。

## 外部連結
- 香港駐新加坡經濟貿易辦事處官方網站 （页面存档备份，存于）（英文）
- 新加坡駐香港總領事館官方網站 （页面存档备份，存于）（简体中文）（英文）